# Word Up!
«Word Up!» es una canción de funk/hip hop compuesta y grabada en 1986 por la banda neoyorquina de funk Cameo. Fue incluida en su álbum homónimo, su duodécimo trabajo de estudio. La canción fue compuesta por Larry Blackmon y Thomas Michael Jenkins.
Es conocida por su alta rotación en las radios de dance y R&B estadounidenses y por su video en MTV (en él, participa el actor LeVar Burton interpretando a un detective policial intentando capturar a la banda) y por sus diversas versiones realizadas por otros artistas. Este sencillo se convirtió en la canción más conocida de la banda.

## Posicionamiento en listas
En los Estados Unidos, alcanzó el puesto # 6 en el Billboard Hot 100 y permaneció tres semanas en la cima del Hot Black Singles. También se mantuvo una semana en el puesto #1 en el Hot Dance Singles. Mientras que en el Reino Unido logró obtener la tercera ubicación en la lista de sencillos. También fue un éxito en Nueva Zelanda donde lideró su lista de sencillos.

## Versión de Gun
La banda escocesa de hard rock Gun fue la primera en versionar "¡Word Up!" en los 90, cuya versión tenía un sonido más duro y más orientado al rock, incluyendo un solo de guitarra. la canción fue incluida en su álbum Swagger y lanzada el 1 de julio de 1994, donde alcanzó el puesto número ocho en la lista de singles del Reino Unido. Se hicieron dos versiones del sencillo en CD en el Reino Unido, cada una con una portada y pistas diferentes.

### Rendimiento en listas de la versión de Gun
| Listas (1994-95)                        | Posición |
| --------------------------------------- | -------- |
| Bélgica (Flandes) (Ultratop 50)         | 41       |
| Belgium (VRT Top 30 Flanders)           | 24       |
| Francia (SNEP)                          | 46       |
| Alemania (Offizielle Deutsche Charts)   | 32       |
| Irlanda (IRMA)                          | 17       |
| Países Bajos (Dutch Top 40)             | 21       |
| Países Bajos (Mega Single Top 100)      | 14       |
| Nueva Zelanda (Recorded Music NZ)       | 39       |
| Scotland (OCC)                          | 4        |
| Reino Unido (UK Singles Chart)          | 8        |
| UK on a Pop Tip Club Chart (Music Week) | 31       |

## Versión de Melanie B
Una de las integrantes de Spice Girls, Melanie Brown (conocida en ese entonces como Melanie G) realizó su versión de Word Up!. Lanzada como sencillo el 28 de junio de 1999 fue incluida en la banda sonora de Austin Powers: The Spy Who Shagged Me. Llegó a ubicarse en la posición # 14 en el UK Singles Chart y vendió alrededor de 77 996 copias en el Reino Unido. La canción fue producida por Timbaland y el sencillo contó con el lado B, "Sophisticated Lady", donde participó en los coros otra integrante de Spice Girls, Emma Bunton.
Existen dos versiones del videoclip, una animada, dirigida por Jimmy Gulzar (Melanie no participó de la primera versión porque estaba embarazada) y una segunda versión dirigida por Matthew Rolston.

### Lista de canciones de la versión de Melanie B
Reino Unido — CD (VSCDT1735)
1. «Word Up» (Radio Edit) - 3:25
2. «Sophisticated Lady» - 2:44
3. «Word Up» (Tim's Dance Mix) - 5:32
4. «Word Up» (Video)

 Reino Unido — Vinilo de 12" (VST1735)
Lado A
1. «Word Up» (Full Version) - 5:29
2. «Sophisticated Lady» - 2:44

Lado B
1. «Word Up» (Radio Edit) - 3:25

 Estados Unidos — CDr Promo

1. «Word Up» (Pop Edit) - 3:38
2. «Word Up» (UK Short Edit) - 3:38
3. «Word Up» (UK Short Intro) - 3:55
4. «Word Up» (UK Short Outro) - 3:55

### Rendimiento en listas de la versión de Melanie B
| Lista (1999)                       | Mejor posición |
| ---------------------------------- | -------------- |
| Países Bajos (Mega Single Top 100) | 86             |
| Reino Unido (UK Singles Chart)     | 14             |

## Versión de Korn
La versión de «Word Up!» realizada por la banda estadounidense de nü metal Korn, fue una de las dos canciones inéditas incluidas en su álbum recopilatorio Greatest Hits, Vol. 1, junto a su versión de Another Brick in the Wall de Pink Floyd. Fue lanzada como primer sencillo de este compilado el 14 de septiembre de 2004.
Los arreglos musicales de esta versión son similares a los realizados por la banda escocesa Gun en 1994. El cantante Jonathan Davis expresó, sobre la decisión de la banda de incluir la canción en su compilación, "Word Up, lo hemos estado haciendo durante años como prueba de sonido - no la versión completa, sino tocar un poco de su riff".

### Video musical
El video musical fue dirigido por Antti Jokinen. Muestra a los integrantes de la banda editados digitalmente, personificados en perros callejeros, paseándose por una desértica y caótica ciudad. Después de corretear durante la noche y dormir un poco sobre el asfalto, se disponen a ingresar a un cabaret, haciendo uso de su condición de perros para ganarse el cariño de las bailarinas, mientras hacen estriptis y topless.

#### Polémica
Este clip fue una de las razones que ocasionaron la salida del guitarrista Brian "Head" Welch de la banda. Presentó una carta de renuncia a sus managers donde explicaba su alejamiento por el incremento de inmoralidades en la música y videos de Korn, particularmente el video del tema "Word Up" en el que la cara de Brian era superpuesta al cuerpo de un perro caminando hacía un club de striptease.

### Lista de canciones de la versión de Korn
| — CD, maxisencillo |                                                                   |          |  |
| N.º                | Título                                                            | Duración |  |
| 1.                 | «Word Up!» (Versión del álbum)                                    | 2:54     |  |
| 2.                 | «Word Up!» (Dante Ross Remix)                                     | 3:14     |  |
| 3.                 | «Another Brick In The Wall (Parts 1, 2, 3)» (Live At Projekt Rev) | 8:21     |  |

| Estados Unidos — CD, sencillo, Promo The Remixes |                                             |          |  |
| N.º                                              | Título                                      | Duración |  |
| 1.                                               | «Word Up!» (Damizza Ree Mix)                | 6:36     |  |
| 2.                                               | «Word Up!» (Dr. Octavo Metatron Radio Edit) | 3:57     |  |
| 3.                                               | «Word Up!» (Dr. Octavo Decoder Radio Edit)  | 3:45     |  |
| 4.                                               | «Word Up!» (Atticus Clak Remix)             | 3:54     |  |
| 5.                                               | «Word Up!» (Dante Ross Williamsburg Mix)    | 3:12     |  |
| 6.                                               | «Word Up!» (High Spies Mix)                 | 6:49     |  |
| 7.                                               | «Word Up!» (High Spies Edit)                | 2:59     |  |
| 8.                                               | «Word Up!» (Speakeasy Remix)                | 3:01     |  |

### Rendimiento en listas de la versión de Korn
| Listas (2004)                                     | Mejor posición |
| ------------------------------------------------- | -------------- |
| Alemania (Media Control AG)                       | 46             |
| Australia (ARIA)                                  | 28             |
| Austria (Ö3 Austria Top 40)                       | 58             |
| Bélgica (Valonia) (Ultratop 50)                   | 49             |
| Estados Unidos (Billboard Bubbling Under Hot 100) | 23             |
| Estados Unidos (Modern Rock Tracks)               | 17             |
| Estados Unidos (Mainstream Rock Tracks)           | 16             |
| Noruega (VG-lista)                                | 15             |
| Reino Unido (UK Rock Chart)                       | 10             |
| Suiza (Schweizer Hitparade)                       | 47             |

## Versión de Little Mix
El cuarteto femenino británico Little Mix realizó su versión de la canción para el evento benéfico Sport Relief 2014. Fue lanzada a la venta digital el 16 de marzo de 2014, seguido del lanzamiento físico al día siguiente. Alcanzó la sexta ubicación en la lista de sencillos del Reino Unido.

### Antecedentes
La banda anunció el sencillo el 16 de enero de 2014 a través de su cuenta de Twitter.
La canción hizo su airplay el 20 de enero durante el programa de Nick Grimshaw en BBC Radio 1.

### Video musical
El video musical del video a beneficio de Sport Relief 2014 se encuentra en canal de Little Mix VEVO en Youtube. Se lleva a cabo en un gimnasio en donde aparecen varias celebridades tales como la ex Spice Girls, Melanie C, junto a Nick Grimshaw, Louie Spence, Louis Smith, Arlene Phillips, y Chris Barrie.

### Lista de canciones
Descarga digital
1. «Word Up!» – 3:26

Digital remixes
1. «Word Up!» (The Alias Radio Edit) – 3:33
2. «Word Up!» (Extended Mix) – 4:59
3. «Word Up!» (Instrumental) – 3:05

### Posicionamiento en listas de la versión de Little Mix
| Lista (2014)                          | Mejor posición |
| ------------------------------------- | -------------- |
| Australia (ARIA)                      | 45             |
| Austria (Ö3 Austria Top 40)           | 65             |
| Dinamarca (Tracklisten)               | 38             |
| Escocia (Scottish Singles Top 40)     | 8              |
| Francia (SNEP)                        | 107            |
| Irlanda (IRMA)                        | 13             |
| Reino Unido (UK Singles Chart)        | 6              |
| República Checa (Radio Top 100 Chart) | 92             |

### Certificaciones
| País   | Organismo certificador | Certificación | Ventas certificadas | Ref.   |
| ------ | ---------------------- | ------------- | ------------------- | ------ |
| Brasil | PMB                    | Oro           | 20 000              | [ 44 ] |

### Lanzamiento
| País        | Día                 | Formato          | Discográfica |
| ----------- | ------------------- | ---------------- | ------------ |
| Reino Unido | 16 de marzo de 2014 | Descarga digital | Syco         |
| Reino Unido | 17 de marzo de 2014 | Sencillo en CD   | Syco         |

## Otras versiones
- Fue versionada en el año 2003 por Cochino, para la banda sonora de la película Party Monster, protagonizada por Macaulay Culkin.[45]
- La banda alemana The BossHoss, incluyó la versión de esta canción en el álbum "Internashville Urban Hymns" del 2005.[46]
- La cantante británica de country-soul Hayley Willis incluyó la versión de esta canción como Lado B en el sencillo "Take You High", lanzado en 2003. Esta versión también apareció en un capítulo de CSI: Crime Scene Investigation de la séptima temporada, en el episodio "Post Mortem".[47]
- La banda finlandesa Eläkeläiset, grabó su cover titulado “Humppa Raikaa” para su álbum Humppasirkus del 2006, en una versión al estilo humppa.[48]
- Fue versionada por el cantante y artista alemán Jan Delay.
- La banda bielorrusa de ska-punk Zatoczka grabó un cover de la canción en 2009.[49]
- El productor griego de música electrónica Digital Alkemist (Costas C) realizó una versión de la canción en 2009, incluido en el EP "Um Novo Dia", con la colaboración de Heather Brooks en las voces.[50]
- El cantante británico Bentley Jones, que cuenta con un reconocido éxito en Japón, grabó una versión de Word Up en su álbum TRANS//LATION 2, del 2011.[51][52]
- A modo de miscelánea, la versión original de Cameo, apareció en un capítulo de la serie animada The Simpsons, en el episodio "Homer and Lisa Exchange Cross Words", emitido en 2008.